# Zinaida Samsonowa
Zinaida Aleksandrowna Samsonowa (ur. 14 października 1924 w Bobkowie, zm. 27 stycznia 1944 w okolicach Chołmy) – radziecka sanitariuszka, Bohater Związku Radzieckiego.

## Życiorys
Była córką wiejskiego kowala. Ukończyła szkołę we wsi Kołyczowo, gdzie mieszkała razem z rodziną od szóstego roku życia. Następnie podjęła pracę jako sanitariuszka w domu opieki dla inwalidów. Uczyła się w szkole medycznej w Jegorjewsku.
Zmobilizowana do Armii Czerwonej w październiku 1942, była instruktorem sanitarnym w 667 pułku strzeleckim 218 dywizji strzeleckiej 47 Armii, walczyła na Froncie Woroneskim. Do 1943 została kandydatką do członkostwa we Wszechzwiązkowej Komunistycznej Partii (bolszewików) i uzyskała awans na stopień starszego sierżanta służby medycznej. Brała udział w forsowaniu Dniepru w rejonie wsi Piekary (rejon kaniowski, obwód czerkaski). 
Zginęła 27 stycznia 1944 w walce o wioskę Chołma na Białorusi i została pochowana w zbiorowym grobie czerwonoarmistów w pobliskich Ozariczach. Pośmiertnie, 3 czerwca 1944, otrzymała tytuł Bohatera Związku Radzieckiego. 

## Upamiętnienie
Popiersie i tablica pamiątkowa Zinaidy Samsonowej znajduje się w szkole medycznej w Jegorjewsku, do której uczęszczała. Jest patronką ulic we wsiach Ozariczi i Kołyczowo, gdzie jej imię nadano również lokalnemu muzeum II wojny światowej.